# Neoglyphidodon nigroris
Espèce
Neoglyphidodon nigroris est une espèce de poissons osseuxs de la famille des Pomacentridés.